# Esbjerg Bykredsen
Esbjerg Bykredsen er fra 2007 en nyoprettet opstillingskreds i Sydjyllands Storkreds. I 1920-2006 indgik området i andre opstillingskredse i Ribe Amtskreds. Kredsen består kun af Esbjerg by og altså ikke hele kommunen, dog også Fanø.
Kredsen består pr. 18. juni 2015 af følgende kommuner og valgsteder:
1. Esbjerg Kommune
  1. Esbjerg Rådhus
  2. Skovbo Centeret
  3. Rørkjær
  4. Bakkeskolen
  5. Boldesager
  6. Østerbycentret
  7. Vitaskolen
  8. Sædding
  9. Kvaglund
  10. Ådalskolen
  11. Blåbjerggårdskolen
2. Fanø Kommune
  1. Nordby
  2. Sønderho

## Folketingskandidater pr. 26/11-2018

### Valgkredsens kandidater for de pr. november 2018 opstillingsberettigede partier
| Liste | Parti                       | Kandidat | Bemærk                                                            |
| ----- | --------------------------- | --- | ----------------------------------------------------------------- |
| A     | Socialdemokratiet           | Anders Kronborg |                                                                   |
| B     | Radikale Venstre            | Lotte Rod |                                                                   |
| C     | Det Konservative Folkeparti | Peder Tørnqvist |                                                                   |
| D     | Nye Borgerlige              | |                                                                   |
| F     | Socialistisk Folkeparti     | |                                                                   |
| I     | Liberal Alliance            | |                                                                   |
| O     | Dansk Folkeparti            | Susanne Dyreborg |                                                                   |
| V     | Venstre                     | Ulla Tørnæs |                                                                   |
| Ø     | Enhedslisten                | Henning Hyllested |                                                                   |
| Å     | Alternativet                | Karin Rohr Genz, Søren Haastrup, Rune Ranaivo Bjerremand, Edvard Korsbæk, Tina Brixen, Ditte Madvig Evald, Jens-Peter Mantorp Broberg, Bjarne Aasø, Stefan Struck Kronborg, Mette Bram | Er opstillet i samtlige opstillingskredse i Sydjyllands Storkreds |

## Folketingsvalget 2011
Pr. 30. august 2011 var der 47.943 stemmeberettigede i kredsen.
Ved Folketingsvalget 2011 var der følgende valgsteder:
| Valgsted               | By      | Stemme- berettigede | Stemme- procent |
| ---------------------- | ------- | ------------------- | --------------- |
| Områdecentret Strandby | Esbjerg | 5.678               | 83,18           |
| Esbjerg Rådhus         | Esbjerg | 4.025               | 84,12           |
| Skovbo Centeret        | Esbjerg | 2.215               | 78,41           |
| Rørkjær Skole          | Esbjerg | 3.414               | 84,09           |
| Bakkeskolen            | Esbjerg | 4.713               | 82,32           |
| Boldesager Skole       | Esbjerg | 4.743               | 84,92           |
| Østerbycentret         | Esbjerg | 3.681               | 83,50           |
| Vestervangskolen       | Esbjerg | 3.092               | 86,57           |
| Sædding Skole          | Esbjerg | 5.476               | 89,26           |
| Klub Askelunden        | Esbjerg | 2.867               | 80,95           |
| Ådalskolen             | Esbjerg | 2.597               | 85,63           |
| Blåbjerggårdskolen     | Esbjerg | 2.956               | 87,75           |
| Total                  | Total   | 45.457              | 84,48           |

| Valgsted                | By       | Stemme- berettigede | Stemme- procent |
| ----------------------- | -------- | ------------------- | --------------- |
| Industriforeningen      | Nordby   | 2.213               | 91,09           |
| Sønderho Forsamlingshus | Sønderho | 273                 | 89,74           |
| Total                   | Total    | 2.486               | 90,94           |

### Folketingsmedlemmer valgt i 2011
- Bjarne Corydon, Socialdemokraterne
- Henning Hyllested, Enhedslisten
- Mike Legarth, Konservative Folkeparti
- Lotte Rod, Radikale Venstre
- Ulla Tørnæs, Venstre